# قائمة مؤلفات تشارلز داروين

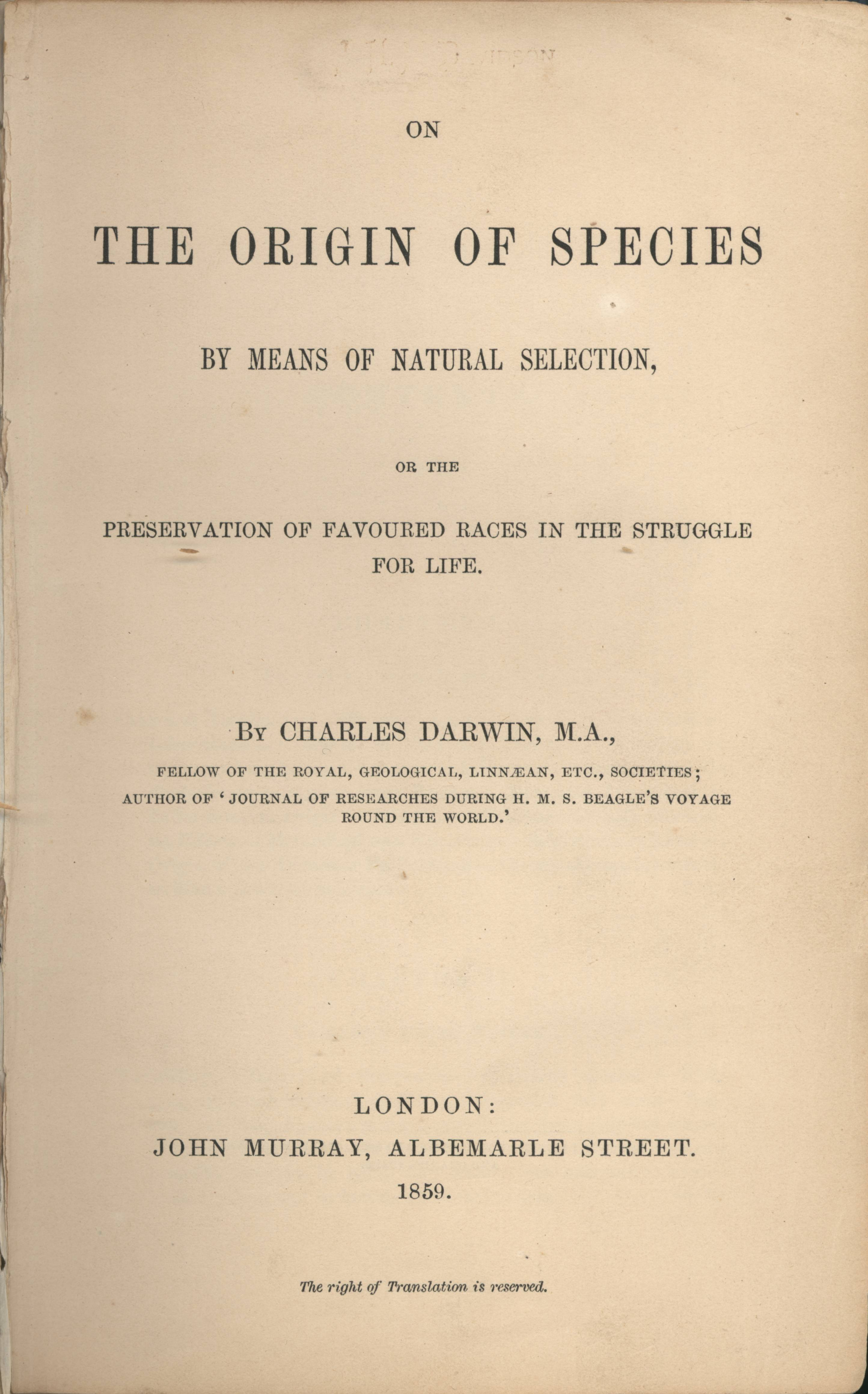
صفحة العنوان من كتاب في أصل الأنواع عن طريق الانتقاء الطبيعي - أو بقاء السلالات المفضلة أثناء الصراع من أجل الحياة للمؤلف، الطبعة الأولى عام 1859.

هذه قائمة جزئية بأعمال تشارلز داروين ، متضمنة أهم مؤلفاته.
كل مؤلفاته متاحة على موقع الأعمال الكاملة لتشالز داروين بما فيها الطبعات البديلة، و المساهمات في الكتب و الدوريات، و المراسلات ، و حياته، وفهرس كامل من مخطوطاته اليديوية.
و هي متاحة للقراءة مجاناً ، لكنها ليست ملكية عامة و تحتوي على أعمال ما زالت تحت حقوق الطبع و النشر.
لنسخ من الملكية العامة و مصرح بها من أعماله الهامة انظر الأعمال الكاملة لتشارلز داروين على مشروع جوتنبيرج.
و هناك مجموعة مطبوعة و هي النموذجية للاستخدام الدراسي : أعمال تشارلز داروين ، تعديل بول هـ. باريت و ريتشارد بروك فريمان ، مطبعة جامعة نيويورك ، 1987-1989 في 29 مجلداً. ISBN 0-8147-1796-9 LC

## الأعمال المنشورة
- 1829 - 1832 [سجلات الحشرات الملتقطة في كتاب] عالم الحشرات جيمس فرانسيس ستيفن : رسوم توضيحية للحشرات البريطانية. [1]
- 1835 : مقتطفات من رسائل إلى هنسلو (قراءة في اجتماع لجمعية كامبريدج الفلسفية في 16 تشرين الثاني / نوفمبر 1835، مع تعليقات جون ستيفنز هنسلو و آدم سيدجويك، وطبعت للتوزيع الخاص بتاريخ 1 كانون أول / ديسمبر 1835.[2] قرأ سيدجويك مختارات منها في جمعية لندن الجيولوجية يوم 18 نوفمبر 1835، وهذه ولخصت في وقائع الجمعية الجيولوجية التي نشرت في 1836.[3] مقتطفات أخرى في مجلة علم الحشرات و، مع مراجعة، في مجلة التاريخ الطبيعي، كما تم إصدار طبعة في عام 1960، مرة أخرى لتوز يعها بشكل خاص).[2]
- 1836 : رسالة تتضمن ملاحظات على الحالة الأخلاقية في تاهيتي و نيوزيلاندا بقلم كابتن ر. فيتزوي و تشالز داروين ، السيد المحترم على سفينة جلالتها البيجيل.[4]
- 1838-1843 : الحياة الحيوانية في رحلة سفينة جلالتها البيجل : تم نشره بين عامي 1839 و 1843 في خمسة أجزاء (و تسعة عشر عدداً) بواسطة عدة مؤلفين ، حرره و أشرف عليه تشارلز داروين و شارك في جزئين من الخمسة :
- 1838 : الجزء الأول العدد الأول حفريات الثدييات بواسطة ريتشارد أوين (المقدمة و التعريف الجيولوجي بواسطة داروين).
- 1838 : الجزء الثاني العدد الأول الثدييات ، بواسطة جورج ر. ووترهاوس (التعريف الجغرافي و ملحوظة عن عاداتهم و المعدلات بواسطة داروين).
- 1839 : مجلة و ملاحظات (رحلة البيجل).
- 1842 : بنية و توزيع الشعاب المرجانية.
- 1844 : ملاحظات جيولوجية على الجزر البركانية التي تمت زيارتها خلال رحلة سفينة جلالتها البيجل.
- 1846 : ملاحظات جيولوجية على أمريكا الجنوبية.
- 1849 : الجيولوجيا من كتيب للبحث العلمي. أعدت لاستخدام بحرية صاحبة الجلالة: و تم تكييفها للمسافرين بشكل عام ، من تحرير جون ف. و. هيرشل.
- 1851 : رسالة علمية مخصصة في تحت صف (Cirripedia) مع نماذج من جميع الأنواع ، القشريات البحرية من عائلة (Lepadidae) أو المعنقات.
- 1851 : رسالة علمية مخصصة لحفريات عائلة القشريات البحرية (Lepadidae) في بريطانيا.
- 1854 : رسالة علمية مخصصة لتحت صف (Cirripedia) مع نماذج من كل الأنواع ، عائلة الصحنية و عائلة (Verrucidae) ، إلخ.
- 1854 : رسالة علمية مخصصة لحفريات عائلتي الصحنية و (Verrucidae) في بريطانيا.
- 1858 : ميل الأنواع لتكوين أصناف ، و استدامة الأصناف و الأنواع بواسطة الانتقاء الطبيعي. (استخلص من عمل غير منشور عن الأنواع)
- 1859 : أصل الأنواع عن طريق الانتقاء الطبيعي، أو الحفاظ على السلالات المفضلة في الصراع من أجل الحياة.
- 1862 : حول مختلف الآليات التي يتم إخصاب بساتين الفاكهة البريطانية و الأجنبية بها عن طريق الحشرات.
- 1865 : حركة و عادات النباتات المتسلقة (بحث للجمعية العلمية ، نُشر في هيئة كتاب عام 1875).
- 1868 : تنوع الحيوانات و النباتات تحت التدجين.
- 1871 : نشوء الإنسان و الانتقاء الجنسي.
- 1872 : التعبير عن الانفعالات في الإنسان و الحيوان.
- 1875 : النباتات الآكلة للحشرات.
- 1876 : تأثير الإخصاب بين الأفراد و الإخصاب الذاتي في المملكة النباتية.
- 1877 : الأشكال المختلفة للأزهار على النباتات من نفس النوع.
- 1879 : المقدمة و الافتتاحية في كتاب إيرنست كراوس : إيراسموس داروين.
- 1880 : القدرة على الحركة في النباتات.
- 1881 : تشكل القالب النباتي عبر حركة الديدان.

## سيرة ذاتية
- 1887 : سيرة تشالز داروين الذاتية (تم تحريرها بواسطة ابنه فرانسيس داروين).
- 1958 : السيرة الذاتية لتشارلز داروين (بارلو ، غير منقحة).

## مراسلات
- مراسلات تشارلز داروين
- 1887 : حياة و رسائل تشارلز داروين (حُرِّر بواسطة فرانسيس داروين).
- 1903 : المزيد من رسائل تشارلز داروين (حُرّر بواسطة فرانسيس داروين و أ.ك.سيوارد).

## وصلات خارجية
- الأعمال الكاملة لتشالز داروين
- الأعمال الكاملة لتشارلز داروين على مشروع جوتنبيرج.